# Lerista praefrontalis
Lerista praefrontalis este o specie de șopârle din genul Lerista, familia Scincidae, descrisă de Greer 1986. Conform Catalogue of Life specia Lerista praefrontalis nu are subspecii cunoscute.